# Marlena Shaw
Marlena Shaw (New Rochelle, New York, 1942. szeptember 22. – 2024. január 19.) amerikai dzsessz-, blues-, soul-énekesnő.

## Pályafutása
Nagybátyja, Jimmy Burgess trombitás ismertette meg a zenével. A The New York Timesnak egy interjúban azt mondta, hogy Jimmy mutatta meg nekem a jó zenét, Dizzy Gillespie, Miles Davis felvételeit, és a gospelt. 1952-ben Burgess elvitte harlemi Apollo Színházba énekelni.
Édesanyja ellenezte, hogy Marlena túl fiatalon turnézni kezdjen nagybátyjával. Ezért beiratta a New York-i Állami Egyetemre zenét tanulni. Azonban nem fejezte be, mert férjhez ment, majd sorban öt gyermeket szült. Ugyanakkor az énekesi pályát soha nem hagyta el. 
Az 1960-as években rendszeresen fellépett a Catskillsben, a Playboy Clubsokban és más New York-i helyszíneken. 1966-ban a Mercy, Mercy, Mercy felvételét a Cadet Records számára készítette, és ez a kislemez szerzett hírnevet az addig ismeretlen énekesnőnek. A dal váratlan sikere arra késztette a Cadet vezetőit, hogy rávegyék egy teljes album elkészítésére. Ezen az albumon van blues-, dzsessz- és a popsztenderd is (Out of Different Bags). Ezután Count Basie együttesével énekelt.
Dalai gyakran mintaként szolgáltak a hiphopnak és sűrűn felhasználták televíziós reklámokban.

## Lemezek
- Out of Different Bags (Cadet, 1967)
- The Spice of Life (Cadet, 1969)
- Marlena (Blue Note, 1972)
- From the Depths of My Soul (Blue Note, 1973)
- Marlena Shaw Live at Montreux (Blue Note, 1974)
- Who Is This Bitch, Anyway? (Blue Note, 1975)
- Just a Matter of Time (Blue Note, 1976)
- Sweet Beginnings (Columbia, 1977)
- Acting Up (Columbia, 1978)
- Take a Bite (Columbia, 1979)
- Let Me in Your Life (South Bay, 1982)
- It Is Love (Verve, 1987)
- Love Is in Flight (Polydor/Verve, 1988)
- Dangerous (Concord Jazz, 1996)
- Elemental Soul (Concord Jazz, 1997)
- Live in Tokyo (441 Records, 2002)
- Lookin' for Love (441 Records, 2004)
- The Blue Note Years (2010)
- A Swingin Life (2014)
- Woman of the Ghetto (Remix; 2017)

## Díjak
- Grammy-díj: jelölés (1989)